# Azienda ospedaliera San Giuseppe Moscati
L'azienda ospedaliera di rilievo nazionale e di alta specialità San Giuseppe Moscati è un'azienda ospedaliera che gestisce due plessi ospedalelieri (uno ad Avellino, l'altro a Solofra) dei quattro operativi nel territorio della provincia di Avellino (gli altri due, ossia l'ospedale Sant'Ottone Frangipane di Ariano Irpino e l'ospedale Criscuoli-Frieri di Sant'Angelo dei Lombardi, sono invece gestiti dall'azienda sanitaria locale).
Il complesso ospedaliero di Avellino si trova in contrada Amoretta, e vi risiede dal 2010, quando tutti i presidi ospedalieri della città furono uniti in un'unica struttura, che viene comunemente chiamata "città ospedaliera".
Il complesso ospedaliero di Solofra, intitolato ad Agostino Landolfi, è ubicato alla via Melito della stessa cittadina.

## Storia

### Avellino

#### I vecchi plessi ospedalieri
Prima dell'unione di tutti i plessi dell'ospedale, i vari reparti, ambulatori, unità operative e uffici erano divisi in quattro presidi ospedalieri:
1. Plesso ospedaliero principale (situato ad Avellino, in Viale Italia);
2. Plesso ospedaliero "Maffucci" (situato ad Avellino, in Contrada Pennini);
3. Plesso ospedaliero "Capone" (situato ad Avellino, nel Rione Mazzini);
4. Plesso ospedaliero "San Giacomo" (situato a Monteforte Irpino); oggi utilizzato per attività della ASL di Avellino.

#### Il nuovo ospedale
Si ebbe l'idea di far convogliare tutti i servizi ambulatoriali, specialistici e reparti di degenza unicamente in una sola struttura, una cittadella della salute, e appunto da questo, alla struttura venne attribuito il nome "Città Ospedaliera".
Iniziano nel 1998 i lavori per la costruzione di una delle strutture più imponenti del Mezzogiorno. Viene costruita una nuova e grande struttura proprio ad un passo dalla periferia cittadina e facilmente raggiungibile, in grado di garantire a tutti gli utenti percorsi diagnostici, terapeutici e riabilitativi in ogni disciplina medica.
Sebbene l'inaugurazione della struttura si sia ufficialmente svolta il 18 dicembre 2010, già nel 2005 venivano trasferiti nel nuovo ospedale il Dipartimento Materno-Infantile che risiedeva nel plesso ospedaliero "Capone" e nel 2008 i dipartimenti del plesso ospedaliero "San Giacomo" di Monteforte Irpino. Due anni dopo, furono trasferiti completamente anche le strutture dei plessi di Contrada Pennini e Viale Italia. Ormai, nel 2010, la divisione dei Dipartimenti Ospedalieri era stata eliminata, avendo concentrato tutte le Unità Operative in un'unica struttura.

## Organizzazione

### Avellino
La città ospedaliera "Moscati" di Avellino si estende su una superficie di 140000 m², e si compone di una palazzina di quattro piani dove sono presenti unità operative e tutti i servizi ospedalieri, una palazzina di tre piani che ospita gli uffici amministrativi, e un'altra utilizzata per le attività libero professionali. Quasi tutta la struttura è circondata da 2500 metri quadrati di giardinetti e aree verdi. Sono presenti 8 ascensori per gli utenti e 23 per il personale e distributori.
Per rendere più facile l'accesso agli utenti, la struttura è divisa in due settori: A e B, con i corrispettivi reparti e servizi, mentre il Pronto Soccorso ha un ingresso indipendente ed è posizionato nella parte opposta all'ingresso principale.
Grazie ai colori di pavimenti e pareti dell'ospedale, il settore A è riconoscibile dal colore arancio, mentre il settore B è riconoscibile dal colore blu.
Davanti all'ingresso principale c'è una fontana con una vasca, e si accede transitando in due porte girevoli elettroniche o tramite porte a spinta; all'entrata è presente una reception che funge da infopoint. Al centro dell'ospedale vi è un chiosco abbellito con una fontana e piante di vari tipi, coperto da una lente concava.
Infine, nella struttura vi è anche un'aula magna con 250 posti a sedere utilizzata per convegni e riunioni sia a livello aziendale che nazionale.
L'azienda ospedaliera ospita anche i corsi di laurea delle professioni sanitarie della Seconda Università di Napoli, che in passato venivano ospitate dal plesso ospedaliero "Maffucci".

## Servizi e reparti

### Ricoveri e locali
L'azienda ospedaliera San Giuseppe Moscati dispone in totale di 572 posti letto così suddivisi:
- 483 posti letto per degenza ordinaria;
- 60 posti letto per Day Hospital;
- 29 posti letto per Day Surgery.

In tutto l'ospedale sono presenti:
- 21 sale operatorie;
- 4 sale travaglio;
- 2 sale parto.

### Servizi
Per gli utenti, sono predisposti vari servizi tra cui: bar, mensa, edicola e chiesa cattolica.
L'azienda ospedaliera "Moscati" risiede in contrada Amoretta ad Avellino ed è raggiungibile dal centro della città tramite il servizio urbano di autobus dell'azienda A.I.R. Mobilità di Avellino (linee: 5, 6, 10), con fermata vicina all'ingresso principale.

### Dipartimenti

#### Direzione Sanitaria
Direzione sanitaria di presidio (Settore B);
Farmacia Ospedaliera (Settore A);
VRQ-SE (Verifica Revisione Qualità - Statistica Epidemiologia) (Settore B).

#### Dipartimento di Chirurgia Generale e Specialistica
Chirurgia Generale e Breast Unit (Settore A);
Gastroenterologia (Settore A);
Oculistica (Settore A);
Otorinolaringoiatria (Settore A).

#### Dipartimento Immagini
Ecografia (Settore A);
Medicina Nucleare (Settore B);
Neuroradiologia (Settore A);
Radiologia (Settore A);

#### Dipartimento di Emergenza e Accettazione
Anestesia e Rianimazione (Settore B);
Chirurgia d'Urgenza (Settore B);
Medicina d'Urgenza (Settore B);
Neurochirurgia (Settore B);
Ortopedia e Traumatologia (Settore B);
Pronto Soccorso.

#### Dipartimento Materno Infantile
Fisiopatologia della Riproduzione e Sterilità di Coppia (Settore B);
Genetica Medica (Settore A);
Ginecologia Sociale e Preventiva (Settore B);
Laboratorio di Genetica Medica (Settore A);
Neonatologia con Terapia Intensiva Neonatale (Settore B);
Neuropsichiatria Infantile (Settore A);
Ostetricia e Ginecologia (Settore B);
Pediatria (Settore A).

#### Dipartimento di Medicina Cuore e Vasi
Cardioanestesia e Terapia Intensiva Cardiochirurgica (Settore B);
Cardiochirurgia (Settore A);
Cardiologia con Unità di Terapia Intensiva Cardiologica (Settore A);
Cardiologia Riabilitativa (Settore A);
Chirurgia Vascolare (Settore B).

#### Dipartimento di Medicina Generale e Specialistica
Allergologia e Immunologia Clinica (Settore B);
Dermatologia e Dermochirurgia (Settore B);
Dietologia e Nutrizione Clinica (Settore B);
Malattie Infettive (Settore B);
Medicina Interna (Settore B);
Pneumologia (Settore B);
Unità Fegato (Settore B).

#### Dipartimento di Medicina di Laboratorio
Anatomia e Istologia Patologica (Settore A);
Microbiologia (Settore B);
Patologia Clinica (Settore B);
Virologia (Settore B).

#### Dipartimento Nefro-Urologico
Nefrologia e Dialisi (Settore A);
Urodinamica (Settore A);
Urologia (Settore A).

#### Dipartimento Onco-Ematologico
Ematologia con Unità di Trapianto (Settore B);
Fisiopatologia Terapia del Dolore e Cure Palliative (Settore A);
Oncologia Medica (Settore B);
Radioterapia (Settore B);
Immunoematologia e Medicina Trasfusionale (Settore B).

#### Dipartimento Patologia dell'Invecchiamento
Geriatria (Settore A);
Cure Intensive Geriatriche (Settore A);
Neurologia e Stroke Unit (Settore B).